# Михайловская улица (Петергоф)
Миха́йловская улица — улица в Петергофе (Петродворцовый район Санкт-Петербурга). Расположена в Новом Петергофе и проходит от улицы Аврова до улицы Бородочёва.

## История
Улица получила своё название в 1836 году в честь четвёртого сына императора Николая I великого князя Михаила Николаевича.
В 1920-е годы была переименована в улицу Коммуны.
Историческое название улице было возвращено 1 сентября 1993 года.

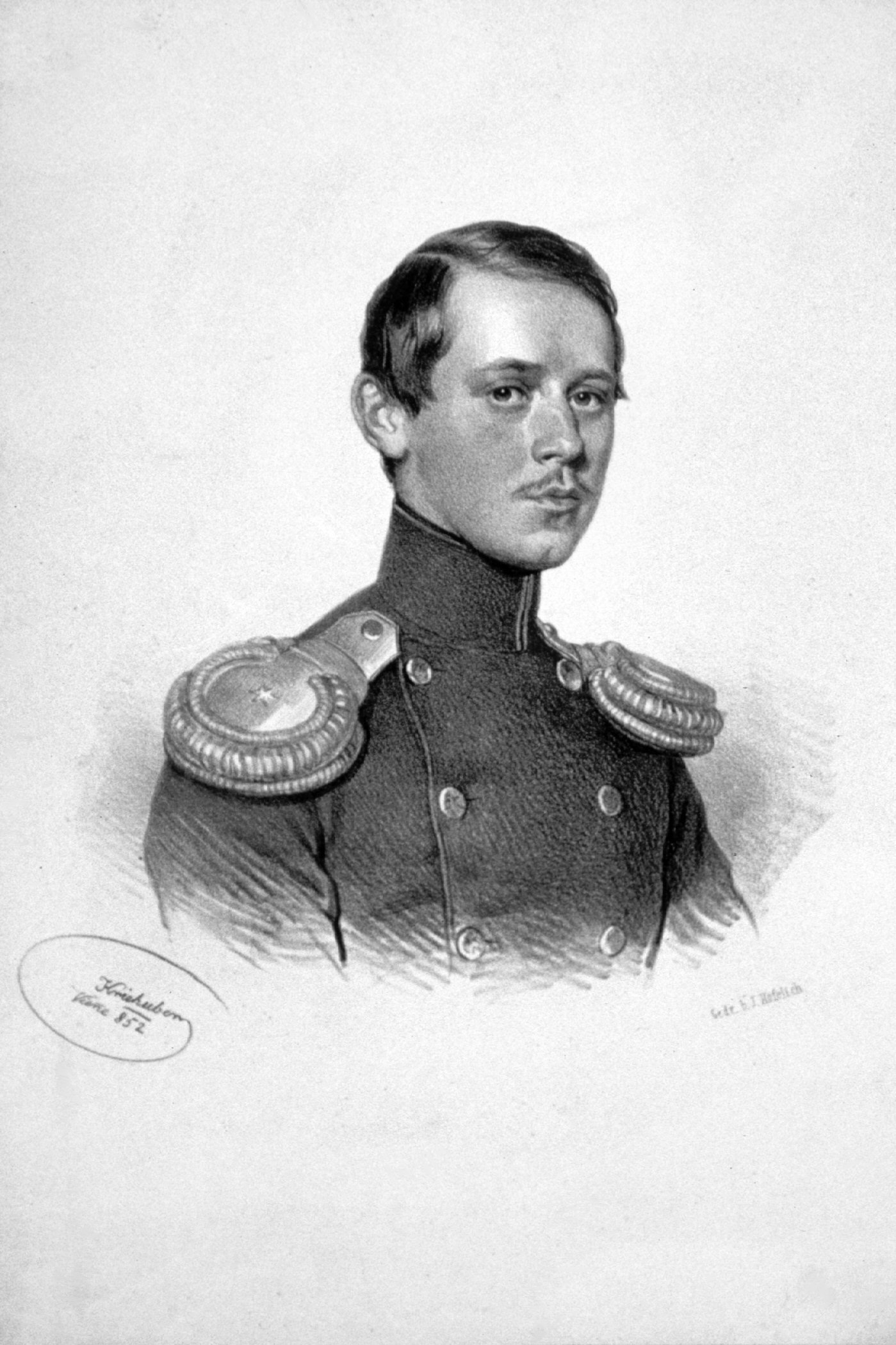
Михаил Николаевич в 1852 году
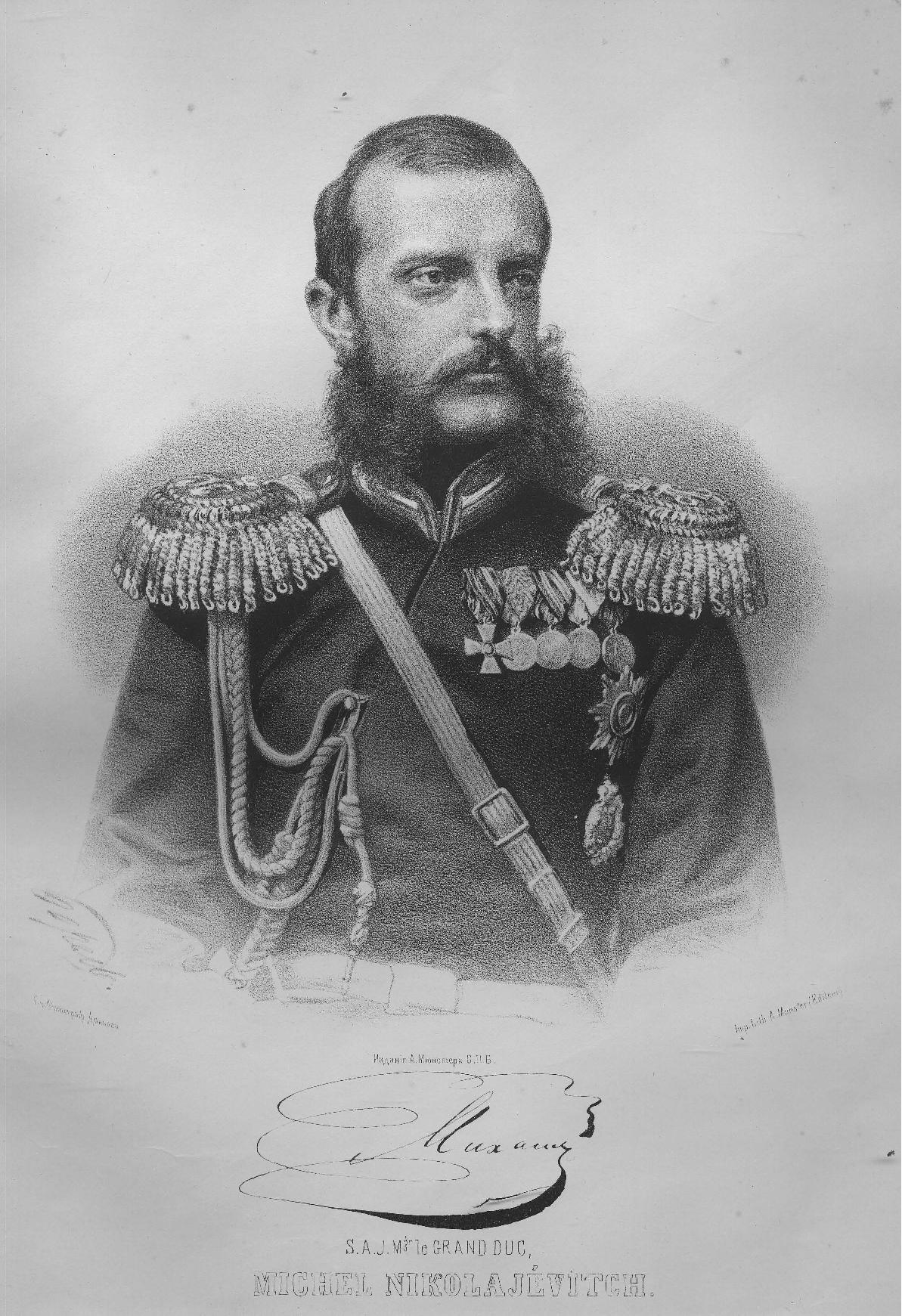
В 1865 году
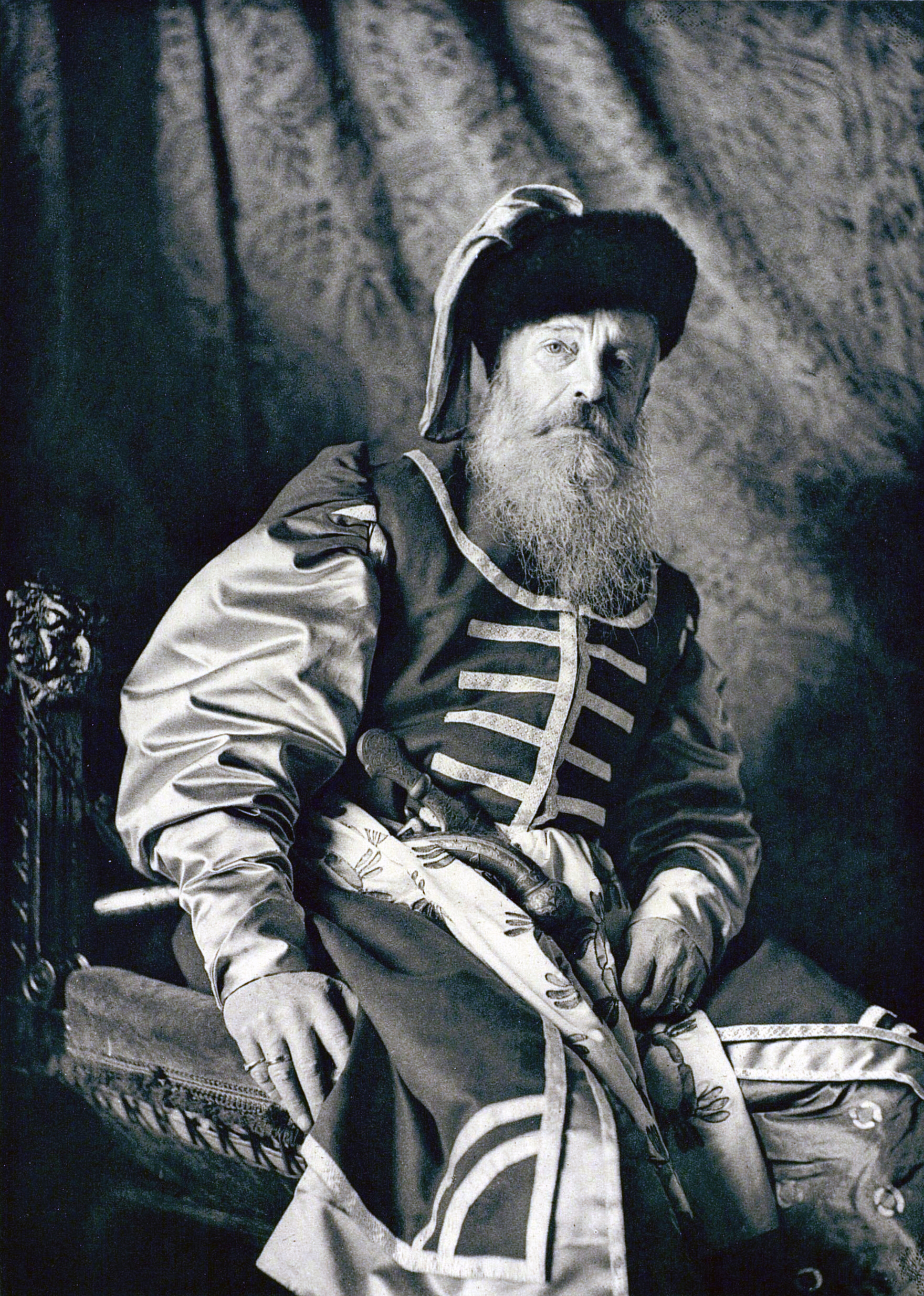
В наряде запорожского атамана

## Объекты
- Дом 3 — жилой дом  Объект культурного наследия № 7801994000№ 7801994000  памятник архитектуры (региональный)

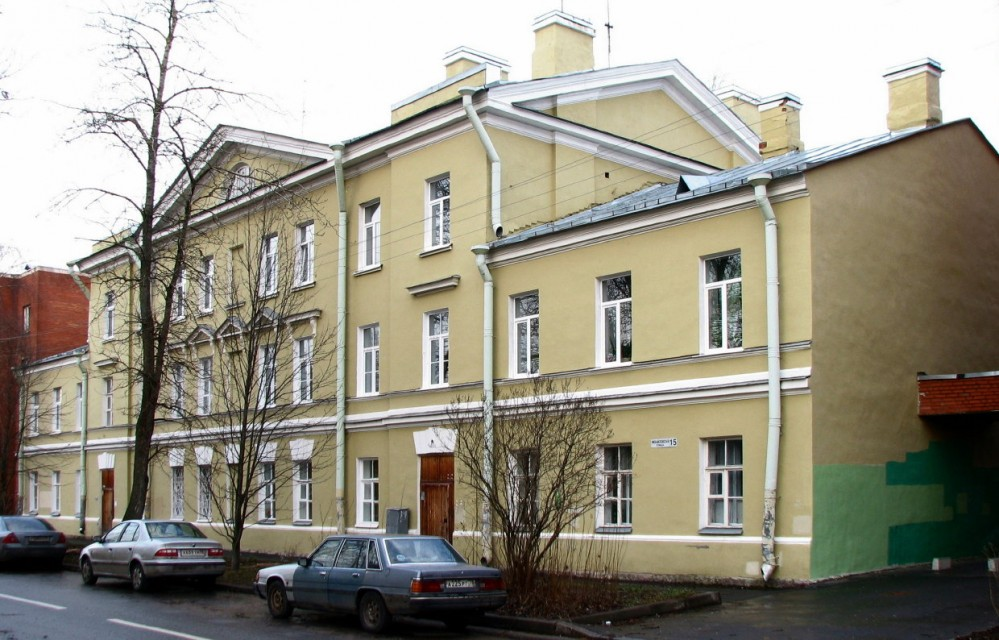
Дом 15 по Михайловской улице

- Дом 15 — жилой дом (начало XX в., 1950-е годы)  памятник архитектуры (вновь выявленный объект)[2][3].
- Комплекс казарм лейб-гвардии Уланского полка по улице Аврова  Объект культурного наследия № 7802040000№ 7802040000  памятник архитектуры (региональный)